# Landwirtschaftliche Universität Shanxi
Die Landwirtschaftliche Universität Shanxi (engl. Shanxi Agricultural University, chin. 山西农业大学) ist eine staatliche Universität in der chinesischen Provinz Shanxi. Sie befindet sich in der Kreisstadt Taigu (太谷), einem ländlichen Gebiet südlich der Provinzkapitale Taiyuan. Die Aufsicht führt die Provinzregierung in Shanxi.

## Geschichte
Die Hochschule geht auf die Ming-Hsien-Schule, 1907 von einer Gruppe von Missionaren des amerikanischen Oberlin College mit Unterstützung des Finanziers HH Kung, des späteren Ehemanns von Song Ailing, gegründet wurde.

## Organisation
Die Universität besteht aus 14 Fachbereichen und Departements:
- College of Agriculture
- College of Forestry
- College of Animal Science and Technology
- College of Resources and Environment
- College of Horticulture
- College of Engineering
- College of Economics and Trade
- College of Food Engineering
- College of Art and Science
- College of Adult Education and Vocational Teaching
- College of Modern Technology Education
- College of Public Management
- Department of Physical Education

Obwohl mit Schwerpunkt eine landwirtschaftliche Universität verfügt sie auch über Abteilungen zum Studium von Kunst, Sport und englischer Sprache. Partneruniversitäten im Ausland sind:
- Oberlin College, USA.
- Hochschule Hamm-Lippstadt, Deutschland[3]
- Hochschule Magdeburg-Stendal, Deutschland
- Staatliche Agraruniversität Lugansk, Ukraine
- University of New South Wales, Australien
- Third Eye International Group, Nepal
- Universität Hokkaidō, Japan
- Kyushu University, Japan
- University of Wales, Wales